# Хуан Карлос Лопес
Хуан Карлос Лопес Аспрілла (ісп. Juan Carlos López Asprilla; нар. 25 липня 1989) — колумбійський борець греко-римського стилю, чемпіон та срібний призер чемпіонатів Південної Америки, бронзовий призер Панамериканського чемпіонату, бронзовий призер Панамериканських ігор, срібний призер Південноамериканських ігор, бронзовий призер Центральноамериканських і Карибських ігор.

## Спортивні результати на міжнародних змаганнях

### Виступи на Чемпіонатах світу
| Змагання                        | Збірна   | Вагова категорія                 | Місце |
| ------------------------------- | -------- | -------------------------------- | ----- |
| Чемпіонат світу з боротьби 2013 | Колумбія | греко-римська боротьба, до 60 кг | 32    |

### Виступи на Панамериканських чемпіонатах
| Змагання                                   | Збірна   | Вагова категорія                 | Місце  |
| ------------------------------------------ | -------- | -------------------------------- | ------ |
| Панамериканський чемпіонат з боротьби 2011 | Колумбія | греко-римська боротьба, до 55 кг | 5      |
| Панамериканський чемпіонат з боротьби 2012 | Колумбія | греко-римська боротьба, до 60 кг | 9      |
| Панамериканський чемпіонат з боротьби 2012 | Колумбія | вільна боротьба, до 66 кг        | 5      |
| Панамериканський чемпіонат з боротьби 2013 | Колумбія | греко-римська боротьба, до 60 кг | 7      |
| Панамериканський чемпіонат з боротьби 2014 | Колумбія | греко-римська боротьба, до 59 кг | 5      |
| Панамериканський чемпіонат з боротьби 2015 | Колумбія | греко-римська боротьба, до 59 кг | Бронза |
| Панамериканський чемпіонат з боротьби 2019 | Колумбія | греко-римська боротьба, до 67 кг | 11     |

### Виступи на Панамериканських іграх
| Змагання                  | Збірна   | Вагова категорія                 | Місце  |
| ------------------------- | -------- | -------------------------------- | ------ |
| Панамериканські ігри 2011 | Колумбія | греко-римська боротьба, до 55 кг | Бронза |

### Виступи на Чемпіонатах Південної Америки
| Змагання                                    | Збірна   | Вагова категорія                 | Місце  |
| ------------------------------------------- | -------- | -------------------------------- | ------ |
| Чемпіонат Південної Америки з боротьби 2012 | Колумбія | греко-римська боротьба, до 60 кг | Срібло |
| Чемпіонат Південної Америки з боротьби 2013 | Колумбія | греко-римська боротьба, до 60 кг | Золото |

### Виступи на Південноамериканських іграх
| Змагання                       | Збірна   | Вагова категорія                 | Місце  |
| ------------------------------ | -------- | -------------------------------- | ------ |
| Південноамериканські ігри 2014 | Колумбія | греко-римська боротьба, до 59 кг | Срібло |

### Виступи на Центральноамериканських і Карибських іграх
| Змагання                                                | Збірна   | Вагова категорія                 | Місце  |
| ------------------------------------------------------- | -------- | -------------------------------- | ------ |
| Центральноамериканські і Карибські ігри 2014 (Сан-Хуан) | Колумбія | греко-римська боротьба, до 59 кг | 5      |
| Центральноамериканські і Карибські ігри 2018            | Колумбія | греко-римська боротьба, до 67 кг | Бронза |

### Виступи на Центральноамериканських і Карибських чемпіонатах
| Змагання                                                       | Збірна   | Вагова категорія                 | Місце |
| -------------------------------------------------------------- | -------- | -------------------------------- | ----- |
| Центральноамериканський і Карибський чемпіонат з боротьби 2018 | Колумбія | греко-римська боротьба, до 67 кг | 8     |

### Виступи на інших змаганнях
| Змагання                                                               | Збірна   | Вагова категорія                 | Місце |
| ---------------------------------------------------------------------- | -------- | -------------------------------- | ----- |
| Олімпійський кваліфікаційний турнір з боротьби 2012 (Кіссіммі-Орландо) | Колумбія | греко-римська боротьба, до 60 кг | 7     |
| Кубок Гранми з боротьби 2014                                           | Колумбія | греко-римська боротьба, до 59 кг | 5     |
| Золотий Гран-прі з боротьби 2015                                       | Колумбія | греко-римська боротьба, до 59 кг | 14    |